# Mickaël Debève
Mickaël Debève (ur. 1 grudnia 1970 w Abbeville) – francuski piłkarz grający na pozycji pomocnika i trener piłkarski.

## Kariera piłkarska
Całą karierę juniorską spędził w Toulouse FC. Do pierwszej drużyny został włączony w 1987 roku. Grał w tym klubie do 1994, po czym przeszedł do RC Lens, z którym wygrał ligę w 1998 roku i Puchar Ligi w następnym. W sezonie 1998/1999 Ligi Mistrzów strzelił Arsenalowi zwycięskiego gola na Wembley, dzięki czemu Lens zostało pierwszym francuskim zespołem, któremu udało się wygrać na tym stadionie. Sezon 1999/2000 spędził na wypożyczeniu w Le Havre AC. W lutym 2002 Debève trafił za darmo do Middlesbrough F.C., w którym zadebiutował 10 marca 2002 w meczu 6. rundy Pucharu Anglii z Evertonem. Drugi występ (tym razem w podstawowym składzie) zaliczył miesiąc później w meczu pucharu kraju z Arsenalem. Latem 2002 opuścił klub i wrócił do ojczyzny, gdzie podpisał kontrakt z Amiens SC. W 2004 opuścił ten klub i przeszedł do SC Abbeville, gdzie pełnił funkcję grającego trenera. W czerwcu 2008 został szkoleniowcem rezerwowej drużyny Toulouse FC. W marcu 2015 został asystentem trenera pierwszego zespołu tego klubu.